# Língua ollari
A Ollari (também chamada Pottangi Ollar Gadaba, Ollar Gadaba, Ollaro, Hallari, Allar, Hollar Gadbas) é uma língua Dravídica central falada na área de de Pottangi, distrito de Koraput, Orissa e em Srikakulam]], Andhra Pradesh, Índia.

## Kondekor
Uma variedade intimamente relacionada é Kondekor (também conhecido como Gadaba, San Gadaba, Gadba, Sano, Kondekar, Kondkor, Konekekor Gadaba, Mudhili Gadaba). Ollari e Kondekoe foram tratados como dialetos ou como idiomas separados. 
Prasanna Sree desenvolveu uma escrita exclusiva para uso do idioma.